# Warum Joe
Warum Joe est un groupe de rock alternatif français, originaire de la région parisienne. Issu de la mouvance punk, il est formé au début des années 1980, et toujours actif dans les années 2020.

## Biographie
Warum Joe, dont l'ébauche s'appelait Von Cochran, est créé par Pascal et Laurent Sabotier, Pierre Gobillon, ainsi qu'Hervé Chevrier et Olivier Bachelard en 1981. Ils signent chez New Rose, le disquaire et label indépendant des années 1980. Warum Joe fait partie de la mouvance punk française du début des années 1980 caractérisées par des groupes tels que Métal Urbain, Ludwig von 88, Bérurier Noir, In vitro (première époque). Leur morceau Datcha figure sur l'anthologie 40 ans de Rock français 1960-2000 parue chez Remedy. 
Warum Joe est toujours actif en 2020 et représente, dans cette mouvance du rock alternatif français des années 1980, une référence pour de nombreux groupes. Par exemple, le groupe Frustration le revendique comme une influence musicale. Paradoxalement,  Warum Joe est très peu connu du grand public, et sa faible reconnaissance médiatique est aussi une stratégie assumée de la part du groupe, qui préfère se produire dans de nombreuses salles à capacité limitée mais à l'atmosphère qui leur convient, quitte à bénéficier d'un impact médiatique très faible.

## Style musical
Le style musical du groupe est un mélange de dérision et de clichés très visuels avec des textes en français et de punk rock avec prédominance de la boite à rythmes qui donne au groupe une base rythmique typique. La « marque de fabrique » de Warum Joe est un rock minimaliste et saccadé. Les guitares saturées, les sons de synthé, sont inspirés par le premier album du groupe Devo, Wire ou Joy Division, la boite à rythmes "métallique" rappelle Cabaret Voltaire et le chant scandé et la voix du chanteur Pascal Sabotier participent à leur style particulier. On peut noter également l'apparition du saxophone sur quelques enregistrements, mais non sur scène. Les paroles s'inspirent souvent de l'histoire du XXe siècle et plus particulièrement des périodes socialement troubles mettant souvent en opposition le caractère absurde de celle-ci lorsqu'elle est ramenée à l'individu. Les références à l'univers cinématographique, ainsi qu'au traitement médiatique de l'actualité sont nombreuses. 
Les Warum Joe sont les enfants du punk, influencés par de grands groupes de la vague punk originelle comme les Ramones, les Damned ou les Buzzcocks dont ils reprennent à l'occasion des titres mais toujours de manière très personnelle en les adaptant en français et en se les appropriant musicalement de manière à en faire une création personnelle. Ils ont commencé dès leur premier disque à renouveler les thèmes abordés par ce genre de musique en proposant des textes s'éloignant du mal-être adolescent pour aborder des faits historiques, géopolitiques ou sociaux contemporains, sans négliger les faits divers. 
L'instrumentation fait la part belle aux deux guitares et à la basse et en ce qui concerne la voix elle est très présente en la personne de Pascal qui a un style bien à lui mais on doit noter la grande présence des chœurs, ce qui rend bien compte du caractère collectif et de franche camaraderie qui ressort des prestations du groupe. 
L'originalité profonde du groupe réside donc pour beaucoup dans la teneur des textes, qui comme on l'a déjà dit abordent des thèmes inexplorés jusqu'alors et sous une forme originale et de style propre, c'est-à-dire que l'auteur unique (ou presque) Pascal (le chanteur) prend souvent un malin plaisir à suggérer plutôt qu'à énoncer le sujet, laissant à l'auditeur le soin de reconstituer le tableau à partir des indices parfois ténus (un nom, un lieu, une date...) qu'il laisse apparaître au fil de la chanson. Par exemple il peut très bien ne citer que des prénoms et à vous de retrouver les noms en vous aidant du contexte général de la chanson. 
D'autre part et même si certainement il ne revendiquerait pas le titre de poète punk, on peut quand même dire qu'il écrit de manière très fluide à partir d'un vocabulaire simple mais truffé de références précises qui témoignent d'une large culture, les phrases coulant très bien, ce qui donne parfois des vers cultes qui alimentent la légende (à notoriété restreinte certes) de Warum Joe. 

## Reprises
Il est très intéressant et instructif de parcourir la discographie de Warum Joe en faisant la liste des reprises qu'ils ont faites, ce qui n'est pas toujours évident puisque les titres des chansons originales sont souvent changées, toujours la part de mystère qui convient au groupe, d'ailleurs ces reprises sont tellement dans le style Warum Joe qu'elles ne se distinguent pas du reste de leur production et qu'on ne les décèle pas forcément à la première écoute. En voici donc un recensement exhaustif (normalement).
Kommando : dès le premier album "Dans le blizzard" en 1981 figure cette reprise de Commando des Ramones, qui date de 1977 sur l'album "Leave home". On notera la germanisation du titre par le remplacement du C par un K, procédé largement repris par la suite, sans doute l'auteur a-t-il fait l'effort d'apprendre l'allemand dans sa jeunesse. Les paroles sont les paroles originales chantées en anglais par Pascal.
Music box : sur "Tanzen und trinken" (1982), reprise de New Rose des Damned de l'album "Damned, damned, damned" de 1977. Cette fois-ci les paroles sont des paroles originales.
Idi Amin : sur la compilation New Rose (1983), reprise du titre du même nom de Black Randy and his Elite Metrosquad, paru en EP en 1978 puis repris dans l'album Pass the Dust, I Think I'm Bowie (1979). Ce groupe punk californien de Los Angeles à l'existence éphémère clame dans l'original son admiration pour le célèbre dictateur sur un mode comique. L'adaptation avec des paroles en français adopte quant à elle le point de vue personnel d'Idi en fin de règne dans le chaos tragique d'une fuite éperdue à la recherche de soutien, un tableau bien sombre et très percutant sur une musique efficace très proche de l'original.
L'aigle noir : sur l'album "Toccare la verita" (1983), reprise extrêmement surprenante de L'Aigle noir de Barbara (titre présent sur l'album éponyme de celle-ci, paru en 1970), le fait est que ça fonctionne très bien contre toute attente, et c'est souvent joué en concert (un tube, comme dit Pascal !). À noter que cette reprise est de manière très étonnante la toute première reprise de ce titre dans l'histoire de la chanson française (voire mondiale).
Sex beat : sur la compilation Play New Rose for me (1986), reprise de la chanson homonyme de Gun Club sortie en 1981 sur l'album "Fire of love" qui est le premier de ce groupe américain. Dans cette compilation des artistes New Rose reprennent d'autres artistes du label légendaire et les Warum Joe reprennent cette magnifique chanson du non moins magnifique groupe de Jeffrey Lee Pierce, encore une preuve de leur bon goût. Cette chanson parle du secrétaire général autrichien des Nations unies Kurt Waldheim qui était un ancien nazi.
Smell the Wasp : sur l'album "La méthode du discours" (1986), reprise de la chanson Blenheim shots du groupe anglais the Swell Maps (chanson écrite par Nikki Sudden), figurant sur l'album "Jane from occupied Europe" (1980). Paroles en français (assez énigmatiques en l'occurrence), le titre est l'anagramme du nom du groupe, art de la dissimulation partielle chère à Warum Joe.
Gut gespielt : sur l'album "La Revanche de Montezuma" (1990), reprise de la chanson Beat on the brat des Ramones (1976) sur l'album Ramones. C'est une sorte de fidèle traduction en allemand de la chanson, ce qui produit un effet assez comique (Was kannst du tun ? au lieu de : What can you do ?).
Gabrielle : sur l'album "La Revanche de Montezuma" (1990), reprise de la chanson du même nom de Johnny Hallyday sortie en 1976 sur l'album "Derrière l'amour", déjà une reprise de "The king is dead" de l'américain Tony Cole (1972), chantée par Hervé et quelques fois chantée sur scène par lui-même aidé par les autres membres du groupe pour partir au bon moment comme à chaque fois qu'il chante.
French connexion : sur l'album "Aime le maudit" (1993), reprise de la chanson I look alone (1981) des Buzzcocks, originellement sortie dans un disque promotionnel du magazine New Musical Express puis dans diverses compilations.
Golden shower : sur la compilation " France profonde Vol. 3 " (1990), reprise de la chanson "I'm against it" des Ramones, qui date de 1978, sur l'album " Road to ruin ".
Cob killer : sur l'album "Au milieu de ta forme" (2003), reprise de la chanson "Sonic reducer" du groupe américain the Dead Boys, sortie en 1977 sur l'album "Young Loud and Snotty". Cette chanson est chantée par Stiv Bators qui plus tard formera avec Brian James guitariste des Damned le groupe the Lords of the new Church, encore une connexion avec les Damned. À noter que cette chanson a été originellement écrite non par les Dead Boys mais par un groupe américain peu connu, les Rockets from the Tombs, dans lequel figuraient le guitariste des Dead Boys (Cheetah Chrome) qui a écrit la musique et le futur chanteur de Père Ubu (David Thomas) qui a écrit les paroles. Mais en fait elle n'avait pas été publiée discographiquement par le groupe donc la première version connue est bien celle des Dead Boys.
Rockers: depuis quelque temps cette chanson de La Souris déglinguée est reprise sur scène, elle figure sur le premier album éponyme du groupe en 1981. L'amitié entre les deux groupes a permis à Warum Joe (représenté par quelques membres) de participer à la première partie du concert de LSD à l'Olympia le 9 mai 2015.

## Discographie

### 45 tours
- 1983 : Le goût de l'effort (New Rose)

1. Electrolyse
2. Les rives de Cayenne
3. Un conflit intérieur

- 1989 : Sang famille (New Rose)

1. Sang famille
2. Gabrielle

### Compilations
- 1990 : France Profonde vol.31997 : La 317e sélection (Last Call)

1. Vent divin
2. Electrolyse
3. Datcha
4. Eliane 3
5. Casablanca
6. Tracas GB
7. Bogota
8. Dactylo
9. Le camionneur
10. Malko test
11. L.H.O
12. Dernière spéciale
13. Les avortons
14. C.F.C
15. Rats de marée
16. Effluves
17. Sun Tsu
18. Gospodine
19. Fulminate
20. Beryllium tremens
21. Peine totale
22. Dear hunter
23. Idi Amin
24. Lame fatale
25. Desdémone
26. The last Skud